# Хосе де Армас
Хосе де Армас (ісп. José de Armas; нар. 25 березня 1981) — колишній венесуельський тенісист.
Найвищу одиночну позицію світового рейтингу — 236 місце досяг 19 травня 2003, парну — 231 місце — 14 серпня 2000 року.

## Юніорські фінали турнірів Великого шолома

### Парний розряд: 2 (2 перемоги)
| Результат | Рік  | Турнір                               | Покриття | Partnet           | Суперники                           | Рахунок       |
| --------- | ---- | ------------------------------------ | -------- | ----------------- | ----------------------------------- | ------------- |
| Перемога  | 1997 | Відкритий чемпіонат Франції з тенісу | Ґрунт    | Луїс Орна         | Арно Ді Паскуале Жюльєн Жанп'єр     | 6–4, 2–6, 7–5 |
| Перемога  | 1998 | Відкритий чемпіонат Франції з тенісу | Ґрунт    | Фернандо Гонсалес | Хуан Карлос Ферреро Фелісіано Лопес | 6–7, 7–5, 6–3 |

## Фінали ATP Челленджер і ITF Ф'ючерс

### Одиночний розряд: 32 (22–10)
| Легенда              |
| -------------------- |
| ATP Челленджер (0–1) |
| ITF Ф'ючерс (22–9)   |

| Фінали за покриттям |
| ------------------- |
| Тверде (14–7)       |
| Ґрунт (8–3)         |
| Трава (0–0)         |
| Килим (0–0)         |

| Результат | В-П   | Дата     | Турнір                                     | Рівень     | Покриття | Суперник               | Рахунок                 |
| --------- | ----- | -------- | ------------------------------------------ | ---------- | -------- | ---------------------- | ----------------------- |
| Перемога  | 1–0   | Жов 1999 | Мексика F5, Playa del Carmen               | Ф'ючерс    | Тверде   | Марко Осоріо           | 6–3, 2–0 ret.           |
| Перемога  | 2–0   | Тра 2000 | США F12, Віро-Біч                          | Ф'ючерс    | Ґрунт    | Лі Пірсон              | 6–3, 7–6(7–1)           |
| Поразка   | 2–1   | Чер 2000 | Мексика F4, Косумель                       | Ф'ючерс    | Тверде   | Джек Брейсінгтон       | 3–6, 2–6                |
| Поразка   | 2–2   | Лис 2000 | США F28, Малібу                            | Ф'ючерс    | Тверде   | Дмитро Турсунов        | 2–6, 1–6                |
| Перемога  | 3–2   | Лют 2001 | Мексика F2, Канкун                         | Ф'ючерс    | Тверде   | Мехді Тахірі           | 6–7(6–8), 6–3, 6–2      |
| Поразка   | 3–3   | Тра 2001 | США F12, Галландейл                        | Ф'ючерс    | Ґрунт    | Іван Міранда           | 1–6, 6–3, 6–7(7–9)      |
| Поразка   | 3–4   | Жов 2001 | Домініканська Республіка F1, Санто-Домінго | Ф'ючерс    | Ґрунт    | Деніс Ґремельмайр      | 4–6, 0–6                |
| Перемога  | 4–4   | Тра 2002 | США F12, Тампа                             | Ф'ючерс    | Ґрунт    | Френк Данцевич         | 7–6(8–6), 5–7, 6–4      |
| Перемога  | 5–4   | Чер 2002 | Венесуела F1, Баркісімето                  | Ф'ючерс    | Тверде   | Брендон Гоук           | 3–6, 6–4, 6–2           |
| Перемога  | 6–4   | Лип 2002 | Венесуела F2, Маракайбо                    | Ф'ючерс    | Тверде   | Міхаель Кінтеро Агілар | 1–6, 6–0, 6–3           |
| Поразка   | 6–5   | Вер 2003 | Грамаду, Бразилія                          | Челленджер | Тверде   | Маркуш Даніел          | 5–7, 5–7                |
| Перемога  | 7–5   | Тра 2004 | США F10, Віро-Біч                          | Ф'ючерс    | Ґрунт    | Мелвін оп дер Гейде    | 6–7(4–7), 7–6(7–3), 6–3 |
| Поразка   | 7–6   | Жов 2004 | Венесуела F2, Каракас                      | Ф'ючерс    | Тверде   | Жан-Жульєн Роєр        | 1–6, 3–6                |
| Поразка   | 7–7   | Жов 2004 | Венесуела F3, Каракас                      | Ф'ючерс    | Тверде   | Жан-Жульєн Роєр        | 4–6, 2–6                |
| Перемога  | 8–7   | Січ 2005 | США F2, Кіссіммі                           | Ф'ючерс    | Тверде   | Алекс Кузнєцов         | 6–1, 6–4                |
| Перемога  | 9–7   | Тра 2005 | США F10, Орандж-Парк                       | Ф'ючерс    | Ґрунт    | Алекс Кузнєцов         | 6–4, 7–5                |
| Перемога  | 10–7  | Тра 2005 | США F11, Тампа                             | Ф'ючерс    | Ґрунт    | Дієґо Альварес         | 2–6, 6–3, 7–5           |
| Перемога  | 11–7  | Чер 2005 | США F12, Вудленд                           | Ф'ючерс    | Тверде   | Іван Міранда           | 4–6, 6–4, 6–1           |
| Перемога  | 12–7  | Лис 2007 | Венесуела F8, Маракай                      | Ф'ючерс    | Тверде   | Роберто Майтін         | 6–2, 7–5                |
| Поразка   | 12–8  | Тра 2008 | США F9, Віро-Біч                           | Ф'ючерс    | Ґрунт    | Чейз Б'юкенен          | 6–4, 5–7, 6–7(2–7)      |
| Перемога  | 13–8  | Чер 2008 | Венесуела F1, Маракай                      | Ф'ючерс    | Тверде   | Роман Рекарте          | 3–6, 6–4, 7–5           |
| Перемога  | 14–8  | Чер 2008 | Венесуела F3, Валенсія                     | Ф'ючерс    | Тверде   | Хуліо Сесар Кампосано  | 6–7(5–7), 6–0, 6–3      |
| Перемога  | 15–8  | Лип 2008 | Венесуела F4, Маракайбо                    | Ф'ючерс    | Тверде   | П'єро Луїзі            | 6–3, 0–6, 6–3           |
| Перемога  | 16–8  | Сер 2008 | Венесуела F5, Валенсія                     | Ф'ючерс    | Тверде   | Бретт Росс             | 6–4, 6–3                |
| Поразка   | 16–9  | Вер 2008 | США F24, Ірвайн                            | Ф'ючерс    | Тверде   | Тобіас Клеменс         | 4–6, 4–6                |
| Перемога  | 17–9  | Жов 2008 | Венесуела F7, Баркісімето                  | Ф'ючерс    | Ґрунт    | Хуліо Сесар Кампосано  | 6–3, 6–1                |
| Перемога  | 18–9  | Жов 2008 | Венесуела F8, Валенсія                     | Ф'ючерс    | Тверде   | Хуліо Сесар Кампосано  | 6–1, 6–3                |
| Перемога  | 19–9  | Жов 2008 | Венесуела F9, Каракас                      | Ф'ючерс    | Тверде   | П'єро Луїзі            | 6–4, 7–6(8–6)           |
| Перемога  | 20–9  | Січ 2009 | США F1, Бока-Ратон                         | Ф'ючерс    | Ґрунт    | Габр'єл Морару         | 7–5, 6–3                |
| Перемога  | 21–9  | Тра 2009 | Венесуела F3, Маракайбо                    | Ф'ючерс    | Тверде   | Алехандро Гонсалес     | 7–5, 6–3                |
| Перемога  | 22–9  | Жов 2009 | Венесуела F7, Баркісімето                  | Ф'ючерс    | Ґрунт    | Едуардо Струвай        | 6–4, 5–7, 6–1           |
| Поразка   | 22–10 | Жов 2009 | Венесуела F8, Каракас                      | Ф'ючерс    | Тверде   | П'єро Луїзі            | 6–1, 5–7, 4–6           |

### Парний розряд: 14 (10–4)
| Легенда              |
| -------------------- |
| ATP Челленджер (1–3) |
| ITF Ф'ючерс (9–1)    |

| Фінали за покриттям |
| ------------------- |
| Тверде (5–1)        |
| Ґрунт (5–3)         |
| Трава (0–0)         |
| Килим (0–0)         |

| Результат | В-П  | Дата     | Турнір                      | Рівень     | Покриття | Партнер               | Суперники                                   | Рахунок                    |
| --------- | ---- | -------- | --------------------------- | ---------- | -------- | --------------------- | ------------------------------------------- | -------------------------- |
| Перемога  | 1–0  | Жов 1999 | Мексика F6, Чіуауа          | Ф'ючерс    | Тверде   | Данієль Лангре        | Луїс Урібе Їчам Заатіні                     | 7–5, 6–7, 7–6              |
| Поразка   | 1–1  | Гру 1999 | Каракас, Венесуела          | Челленджер | Ґрунт    | Джимі Шиманскі        | Гастон Етліс Мартін Родрігес                | 4–6, 3–6                   |
| Перемога  | 2–1  | Кві 2000 | Сан-Луїс-Потосі, Мексика    | Челленджер | Ґрунт    | Джимі Шиманскі        | Жоселін Робішо Майкл Селл                   | 5–7, 6–4, 6–2              |
| Поразка   | 2–2  | Тра 2000 | США F12, Віро-Біч           | Ф'ючерс    | Ґрунт    | Дієґо Аяла            | Левар Гарпер-Гріффіт Дмитро Турсунов        | 3–6, 4–6                   |
| Перемога  | 3–2  | Лис 2000 | США F28, Малібу             | Ф'ючерс    | Тверде   | Д'ялмар Сістерманс    | Себастьян Ґрафф Ентоні Росс                 | 7–6(9–7), 6–4              |
| Перемога  | 4–2  | Тра 2001 | США F12, Галландейл         | Ф'ючерс    | Ґрунт    | Ніколас Перейра       | Стів Берк Кайл Портер                       | 6–4, 2–6, 6–2              |
| Поразка   | 4–3  | Лип 2001 | Кампінас, Бразилія          | Челленджер | Ґрунт    | Флавіо Саретта        | Едгардо Масса Леонардо Ольгін               | 7–6(8–6), 2–6, 5–7         |
| Перемога  | 5–3  | Жов 2001 | Венесуела F1, Каракас       | Ф'ючерс    | Ґрунт    | Джованні Лапентті     | Іван Цинкус Гергей Кішдєрдь                 | без гри                    |
| Перемога  | 6–3  | Лис 2001 | Венесуела F2, Каракас       | Ф'ючерс    | Ґрунт    | Джованні Лапентті     | Антоніо Бальдельйоу-Естева Давід Корс-Парес | 6–4, 6–3                   |
| Перемога  | 7–3  | Жов 2002 | Мексика F15, Сьюдад Обрегон | Ф'ючерс    | Тверде   | Ігнасіо Гонсалес-Кінг | Педру Брага Роналду Карвалю                 | 5–7, 7–5, 6–2              |
| Перемога  | 8–3  | Лис 2002 | Мексика F16, Сьюдад-Хуарес  | Ф'ючерс    | Ґрунт    | Ігнасіо Гонсалес-Кінг | Бруно Ечагарай Сантьяго Гонсалес            | 7–5, 6–3                   |
| Поразка   | 8–4  | Кві 2004 | Салінас, Еквадор            | Челленджер | Тверде   | Ерік Нуньєз           | Федеріко Бровне Айсам Куреші                | 3–6, 3–6                   |
| Перемога  | 9–4  | Жов 2007 | Венесуела F5, Каракас       | Ф'ючерс    | Тверде   | Джимі Шиманскі        | П'єро Луїзі Роберто Майтін                  | 6–7(5–7), 7–6(8–6), [10–1] |
| Перемога  | 10–4 | Лис 2007 | Венесуела F7, Каракас       | Ф'ючерс    | Тверде   | Джимі Шиманскі        | Мігель Сісенія Луїс Давід Мартінес          | 7–6(9–7), 7–6(7–4)         |